# Guus van Nes
Guus van Nes (* 14. Februar 1997 in Dordrecht) ist ein niederländischer Eishockeyspieler, der seit 2024 für den EC VSV in der Österreichischen Eishockey-Liga spielt. Seine Schwester Bieke ist ebenfalls niederländische Nationalspielerin.

## Karriere

### Clubs
Guus van Nes begann seine Karriere als Eishockeyspieler bei den Dordrecht Lions aus seiner Geburtsstadt, für die er als 14-Jähriger in der Tweede divisie, der dritthöchsten niederländischen Spielklasse, debütierte. Zur Spielzeit 2013/14 wechselte er zu den Eindhoven Kemphanen, für die er jedoch nur zu einem Spiel in der Ehrendivision kam. Überwiegend spielte er jedoch bei den „Eindhoven High Techs“ in der Eerste divisie. In der Folgesaison wurde er bereits siebenmal in der Ehrendivision eingesetzt und spielte daneben mit dem „Talentteam“ des Niederländischen Eishockeybundes in der Eerste divisie. 2014 zog es ihn in die Vereinigten Staaten, wo er bei den Boston Junior Bruins zunächst für die U18- und ab 2015 für die U20-Mannschaft in der USPHL auf dem Eis steht. Dabei wurde er 2015 in das All-Star-Team der U18-USPHL gewählt. In der Spielzeit 2017/18 spielte er für die Bruins in der National Collegiate Development Conference. Mit Aufnahme eines Studiums an der Quinnipiac University wechselte er in deren Hochschulmannschaft, die Bobcats, mit denen er in der ECAC Hockey spielt, deren Hauptrunde das Team 2021 und 2022 gewinnen konnte. Zuvor wurde er 2019 und 2020 in das All-Academic-Team gewählt. Nach Abschluss seines Studiums kehrte er nach Europa zurück und schloss sich den neu gegründeten Pioneers Vorarlberg aus der Österreichischen Eishockey-Liga an. Nach zwei Jahren in Feldkirch erhielt er im April 2024 einen Vertrag beim EC Villacher SV.

### International
Für die Niederlande nahm Guus van Nes an den Spielen der Division II der U18-Weltmeisterschaften 2013, 2014, als er zum besten Spieler seiner Mannschaft gewählt wurde, und 2015, als er erneut als bester Spieler der Niederländer geehrt wurde und zudem mit seinem Landsmann Max Hermens auch Topscorer des Turniers wurde, sowie den U20-Weltmeisterschaften 2014, 2015 und 2016 teil.
In der Herren-Nationalmannschaft spielte Hermens erstmals bei der Weltmeisterschaft 2016 in der Division II, als der Aufstieg in die Division I gelang. Dort spielte er dann bei den Weltmeisterschaften 2017 und 2023.

## Erfolge und Auszeichnungen
- 2013 Aufstieg in die Division II, Gruppe A, bei der U18-Weltmeisterschaft der Division II, Gruppe B
- 2015 All-Star-Team der U18-USPHL
- 2015 Topscorer bei der U18-Weltmeisterschaft der Division II, Gruppe A
- 2016 Aufstieg in die Division I, Gruppe B, bei der Weltmeisterschaft der Division II, Gruppe A
- 2019 All-Academic-Team der ECAC Hockey
- 2020 All-Academic-Team der ECAC Hockey
- 2021 Gewinn der Hauptrunde der ECAC Hockey mit den Quinnipiac Bobcats
- 2022 Gewinn der Hauptrunde der ECAC Hockey mit den Quinnipiac Bobcats